# 존 번연
존 번연(John Bunyan, 1628년 11월 28일 ~ 1688년 8월 31일)은 영국의 특수침례교 목회자이자, 천로역정의 작가이다.

## 생애
1628년 영국 베드퍼드셔주 엘스토우에서 대장장이의 아들로 태어났으며, 그 자신도 대장장이로 일하며 겨우 초등학교를 졸업하였다. 청교도 혁명에 본인의 의지와는 관계없이 의회군으로 참여했고, 내전이 끝난후 고향에 돌아왔다. 이때 번연은 동료가 전사하는 모습을 보면서 죽음에 대해 진지하게 생각했다고 한다.
처음에 신앙을 갖고 있지 않던 그는 청교도인 메리와 결혼하면서 개신교 신자가 되었다. 메리는 번연과 결혼할 때 혼수를 갖고 오지 못했으나, 대신 청교도 목사 존 폭스가 쓴 《폭스의 순교사》등의 청교도 문서들을 가지고 왔는데, 그 책들을 읽으면서 존 번연은 개신교를 탄압한 로마 가톨릭교회를 증오하게 되고 예수 그리스도에게 충성하기로 다짐하게 된다. 그는 1653년 베드포드 침례교회의 신자가 되었다.
개신교 신자가 된 번연은 '번연 주교'라는 별명까지 얻을 정도로 복음 전도자로서 설교활동을 성실히 하였다. 하지만, 번연이 살던 시대의 국왕인 찰스 2세는 영국 국교회 즉, 영국 성공회를 제외한 기독교 교파들을 탄압했기 때문에, 침례교도인 존 번연은 비밀집회(허가 없이 복음을 전한) 혐의로 12년 동안 투옥되었다.
거기서 자서전 <은총이 넘침>을 쓰고, 일생의 역작이며 그의 명성의 전부인 <천로역정> 1부를 썼다. 2부는 6년 뒤인 1684년에 완성시켰는데, 이 작품은 간결 소박한 문체로 표현한 종교 문학으로 영국 소설 발달 사상에도 중요한 위치를 차지한다. 이 밖에 우화로 씌어진 <성경>도 있다.
그는 1692년 유고로 출판된 《적그리스도와 그의 몰락(Antichrist and Her Ruin》책에서, 로마 가톨릭 교회를 적그리스도의 교회로 묘사하고, 적그리스도가 멀지 않은 장래에 몰락할 것임을 예언했다.

## 저서
- 《천로역정》 : 캐나다 선교사이자 장로교 목사인 게일에 의해 소개되었으며, 가평 필그림하우스에는 천로역정 순례길 코스가 있다.
- 《죄인의 괴수에게 넘치는 은혜》 CH 북스(크리스천다이제스트, 기독교고전 12)
- 《거룩한 전쟁》
- 《적그리스도와 그의 멸망(Antichrist and Her Ruin)》
- Come and Welcome to Jesus Christ, 1678

## 같이 보기
- 비국교도